# Fosters hem för påhittade vänner
Fosters hem för påhittade vänner (på engelska Foster's Home for Imaginary Friends) är ett barnprogram som visas på Boomerang. Serien skapades av Craig McCracken, som också skapade Powerpuffpinglorna. Den hade premiär i augusti 2004, och hade sitt sista avsnitt 2009. I seriens värld är påhittade vänner lika riktiga som människor. När ett barn beslutar att han eller hon inte längre vill ha sin påhittade vän får de komma och leva i adoptionshemmet "Fosters hem för påhittade vänner".
Det första avsnittet introducerar Bloo, en helblå påhittad vän som inte kan bli adopterad från Fosters hem då hans skapare Max hälsar på honom varje dag. Serien följer sedan Bloo och hans vänner (både påhittade och riktiga) och deras dagar på adoptionshemmet.

## Figurer
- Max (Mac) - Den åttaåriga pojken som skapade Bloo. Han bor med sin mamma och otrevliga storebror Torkel. Han är oftast förnuftig och vill påhittade vänner väl, men kan tappa kontrollen och bli hyperaktiv om han får i sig socker. Även om han är mycket yngre är han småkär i Frankie.

- Blooregard "Bloo" Q. Kazoo (svensk röst: Nick Atkinson)[källa behövs] - Max påhittade vän som alltid skapar oreda. En ganska självisk och fåfäng figur. Saker som inte handlar om honom bryr han sig inte om, förutom paddelboll.

- Ville Vissen (Wilt) - En lång basketspelande påhittad vän, med utstående ögon och endast en arm. Han är godhjärtad och vill alltid hjälpa andra (även om det kan skada honom själv eller går emot hans vilja).

- Eduardo - En påhittad vän med två horn som talar spanska. Han ser skrämmande ut men är egentligen en fegis med ett stort hjärta. Trots det kan han bli väldigt arg och upprörd när han ser att hans vänner kommer till skada. Han har dessutom en stor kärlek för potatis.

- Coco (svensk röst: Mikaela Tidermark Nelson)[källa behövs] - En påhittad vän som är en blandning av en fågel, en växt och ett flygplan och är fullkomligt knäpp. Allt hon kan säga är sitt eget namn. Men ibland visar hon ett tecken på att det finns någonting i hennes huvud. Hon kan värpa plastägg innehållande alla möjliga saker som kan behövas för tillfället.

- Frances "Frankie" Foster (svensk röst: Elina Raeder)[källa behövs] - En tjugotvååring som är Madame Fosters sondotter och jobbar i huset som städerska. Hon är ganska lugn och snäll, men kan visa upp en ond sida. Herr Herman kallar henne för "Fröken Fia".

- Herr Herrman (Mr. Herriman) - Madame Fosters påhittade vän; en kanin som bestämmer på adoptionshuset. Hans ständiga punktlighet och regler kan driva vissa till vansinne (speciellt Bloo och Frankie).

- Madame Foster - Den gamla tanten som först skapade Fosters. Hon är för det mesta lugn och lekfull, men har också en knasig sida.

- Torkel (Terrence) - Är Max elaka och inte så smarta storebror. En gång hittade han på en egen påhittad vän som han döpte till Röd, som var skapad för att slå Max och Bloo. Men det gick inte så som Torkel hade tänkt sig när det visar sig att Röd är jättesnäll.

- Ost (Cheese) - En irriterande men väldigt charmig påhittad vän som gör livet jobbigt för Bloo och hans vänner. Ost är ganska dum och lever i en egen liten värld.

- Goo - En pratglad flicka med livlig fantasi. Hon hittar på flera stycken påhittade vänner varje dag. Hennes pratande kan irritera de flesta, men hon är en god vän.

## Svenska Röster
- Nick Atkinson - Bloo
- Hugo Paulsson - Max
- Mattias Knave - Ville Vissen
- Per Johansson - Eduardo
- Mikaela Tidermark Nelson - Coco
- Claes Ljungmark - Herr Herman
- Annica Smedius - Madame Foster, Ost
- Elina Raeder - Fröken Fia
- Charlotte Ardai Jennefors - Hertiginnan
- Lawrence Mackrory - Torkel
- Anna Nordell - Goo